# 小松市立国府中学校
小松市立国府中学校（こまつしりつ こくふちゅうがっこう）は、石川県小松市小野町己にある公立中学校。
校名は、古代この近くに加賀国国府があったことに由来する。

## 沿革
- 1947年（昭和22年）4月1日 - 県知事より設立が認可され、国府村立小野中学校、和気中学校が創立される。

校舎は小野小学校、和気小学校に併設される。
- 1949年（昭和24年）12月15日 - 2中学を統合して国府村立国府中学校として創立。
- 1956年（昭和31年）9月30日 - 国府村が小松市へ編入されたのに伴い[1]、小松市辰口町学校組合立国府中学校と改称。
- 1962年（昭和37年）4月 - 小松市立国府中学校と改称。坪野、金剛寺の生徒が辰口町立辰口中学校へ通学するようになる。

小松市立国府中学校に辰口中学校国造分校を併置する。
- 1964年（昭和39年）10月 - 辰口中学校国造分校へ通う全生徒が辰口中学校へ通学するようになる。
- 1965年（昭和40年）4月1日 - 小松市辰口町学校組合が解散。

## 通学区域
小松市立国府小学校の通学区域と同じ。
- 小松市 鵜川町、上八里町、里川町、埴田町、八里台、立明寺町、小野町、河田町、下八里町、游泉寺町、国府台、古府町

## 周辺
- 小松市立国府小学校
- 国府郵便局
- 加賀産業開発道路

## 交通
- 小松バス国府線 小野にて下車、徒歩3分